# バンコク港

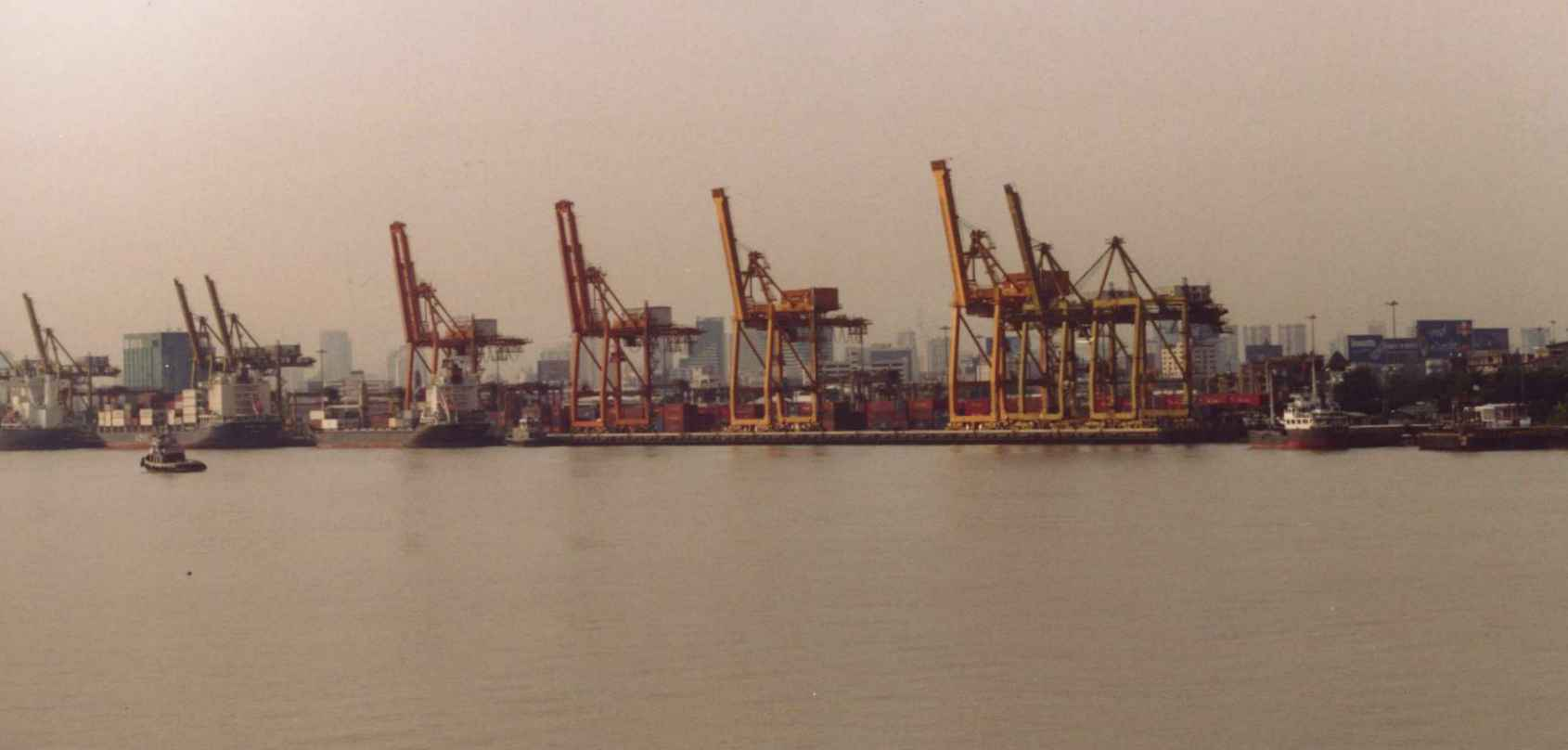
バンコク港（クローントゥーイ港）に並ぶガントリークレーン

バンコク港(タイ語:ท่าเรือกรุงเทพ、英語:Bangkok Port)は、タイ王国のバンコクにある港。1997年にレームチャバン港に抜かれるまで同国最大の港であり、現在も同国第2位の港である。
バンコク港は、チャオプラヤー川左岸の河口から約30㎞に点在する岸壁で構成される港湾。公営のバンコク港は、クローントゥーイ港もしくはPAT、と呼ばれる箇所であり、船舶の着岸バースや税関事務所を始め、コンテナ・ヤード、保税倉庫等の施設がある。広義では、BMTやSCT等の私営コンテナ・ターミナルを含む。港湾の水深は8.5‐11mと浅く、入港できるコンテナ船の船型は喫水8.2m、船長172m以下と制限されている。

## 歴史
バンコクを貫くチャオプラヤー川の川岸に開かれた河川港で、シャム湾から川を30km程遡った場所にあり、1951年の開港以来、タイの海上輸送の拠点として発展を遂げてきている。
タイ政府は、1937年（昭和12年）に当時の日本円で約4千万円の巨費を投じる計画をした。また、バンコク港の設計はコンテスト方式によって決めることとし、世界各国へ参加を呼びかけた。同年8月にタイ政府より日本の外務省にも参加誘致があり、内務省土木局にて設計を行うこととなる。設計は急務に行われ、わずか半月ほどで完成をさせ、同年9月1日に三井物産を介して設計計画案をタイ政府に提示をする。コンテストに参加した国は、アメリカ・イギリス・フランス・イタリアなど22カ国あり、最初の選抜にて、日本・ドイツ・デンマークとタイの4カ国に絞られ、同年11月16日の最終選抜にて日本案とすることに決定した。

## 問題点
水深が浅いシャム湾に輪をかけて浅いチャオプラヤー川にあるため、近年のコンテナ船の大型化に対応しきれていない、との批判がある。また、チャオプラヤー川が運ぶ土砂が堆積するため、定期的に浚渫する必要がある。他にも、バンコク中心部からの距離が近いため、バンコクの交通渋滞の一因となっているという批判、及び、港湾後背地の拡張に物理的制限もある。タイ政府はこれを解消するために、1991年にレームチャバン港を建設し、大型船の誘致を進めた。その結果、多くの船舶、特に大型コンテナ船がレムチャバン港を利用するようになり、ある程度の成果を収めている。

## 公営港
首都バンコクの中心部に近いクローントゥーイ区に位置する。バンコク港と言った場合はここを指す。運輸通信省の管理下で1951年に設立された公共企業体であるタイ港湾庁(PAT:Port Authority of Thailand)が運営しているため、こう呼ばれる。敷地面積376ha。

## 私営岸壁
- BMT（Bangkok Modern Terminal）
- UTT（UNITHAI Terminal）
- SBT（Siam Bangkok Terminal）
- BDS（BDS Terminal）
- TPT（Thai Prosperity Terminal）
- SCT（Siam Container Terminal）

## 鉄道貨物輸送
バンコク港のあるクローントゥーイ地区には、1910年にタイ国鉄東線マッカサン駅から分岐する貨物線が建設され、終点のチャオプラヤー川左岸に貨物駅のメーナーム駅が設置されていた。バンコク港の建設に伴い、同駅からおもな埠頭に臨港線が敷設され、海陸接続拠点として機能した。1990年代以降、踏切による交通渋滞を緩和するため、輸出入コンテナ取扱いのレムチャバン港及びラークトラバン内陸コンテナデポへの移転促進、石油輸送の市街地北部までのパイプライン輸送への転換等が進められている。